# Slepotice
Slepotice (en allemand : Slepotitz) est une commune du district et de la région de Pardubice, en République tchèque. Sa population s'élevait à 474 habitants en 2024.

## Géographie
Slepotice se trouve à 14 km au sud-est de Pardubice, à 27 km au sud-sud-est de Hradec Králové et à 110 km à l'est de Prague.
La commune est limitée par Moravany au nord-ouest, au nord et à l'est, par Chroustovice au sud-est et au sud, par Hrochův Týnec et Čankovice au sud, et par Bořice à l'ouest.

## Histoire
La première mention écrite de la localité date de 1318.

## Galerie

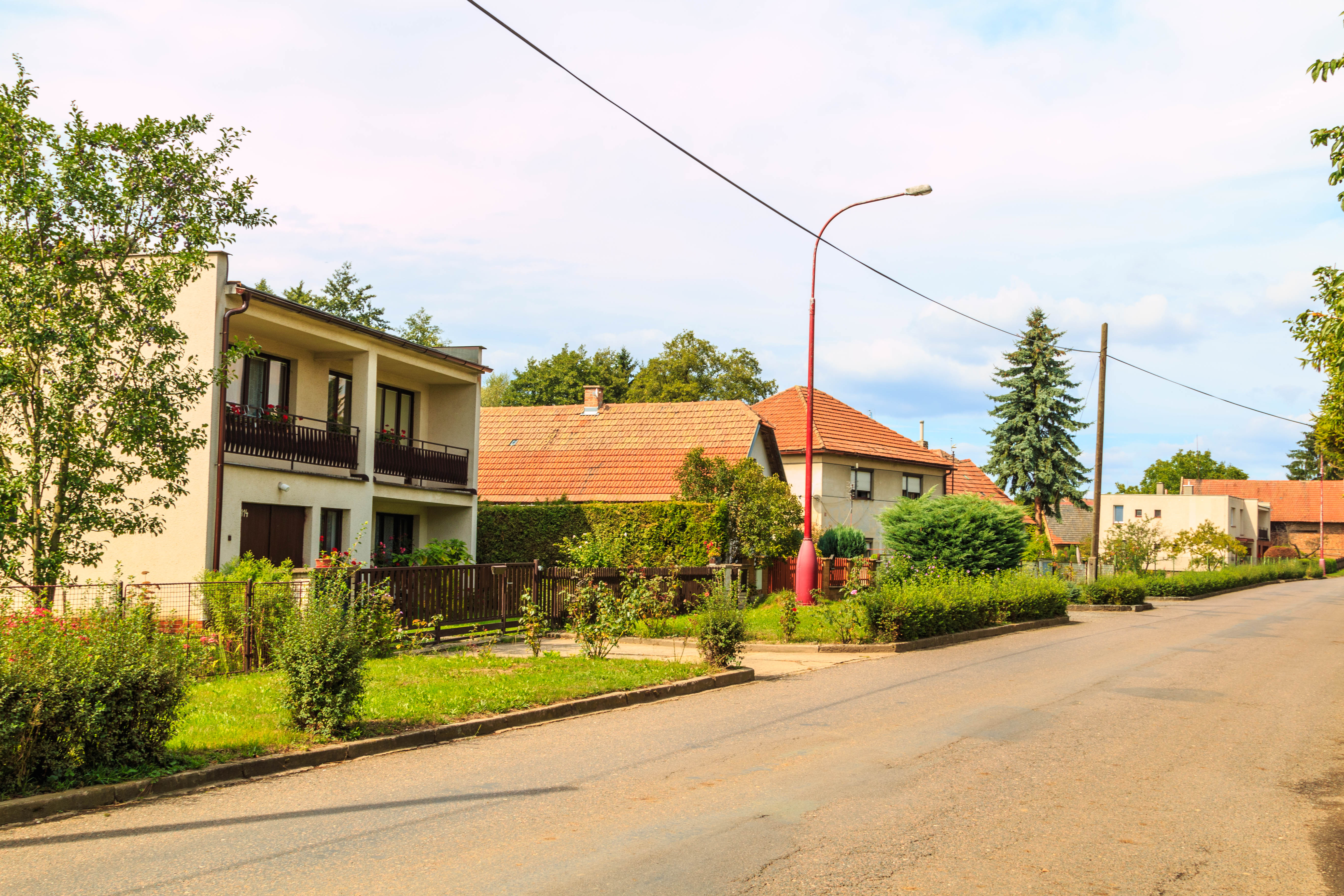
Rue de Slepotice.
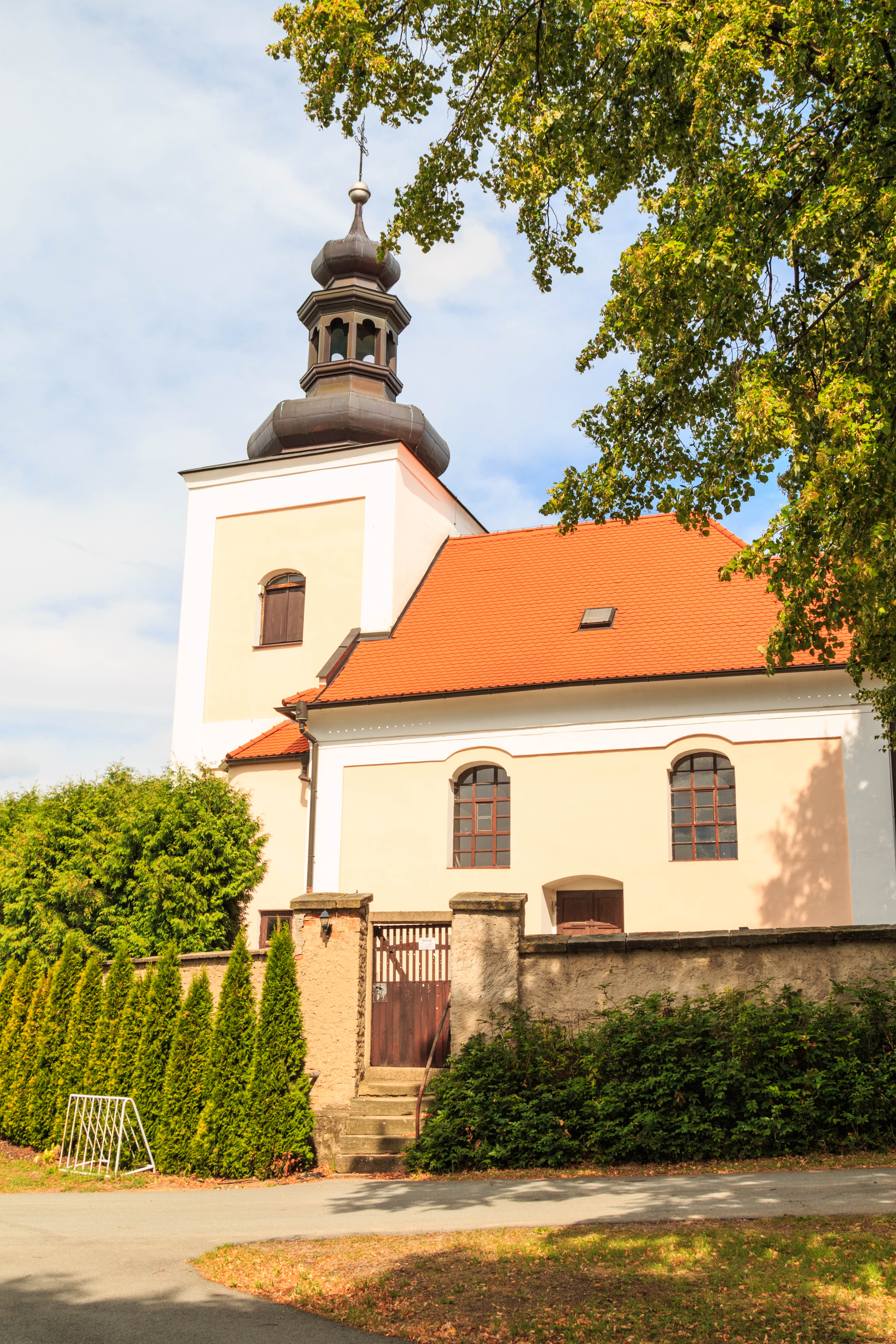
Église de Slepotice.
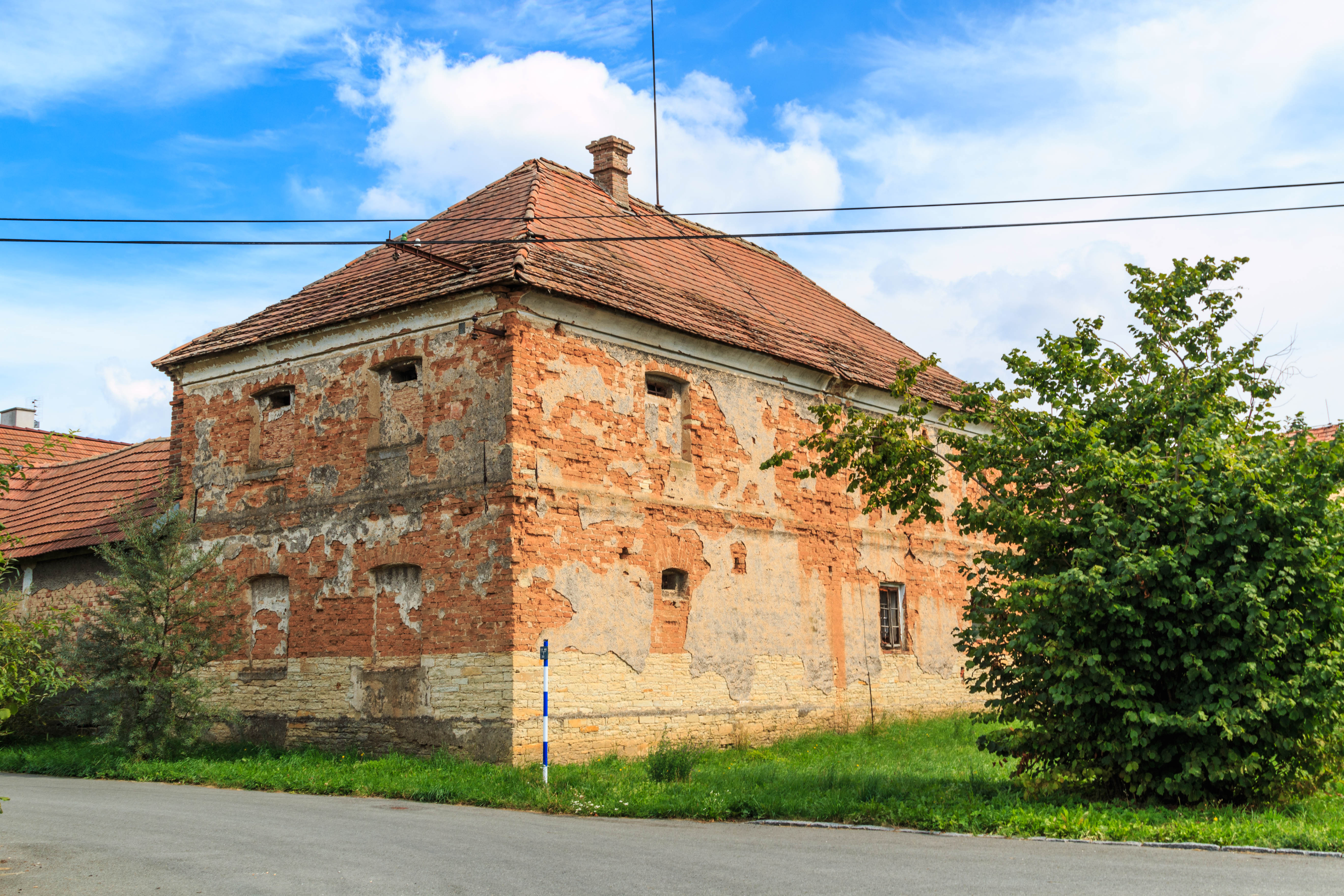
Ancien grenier.

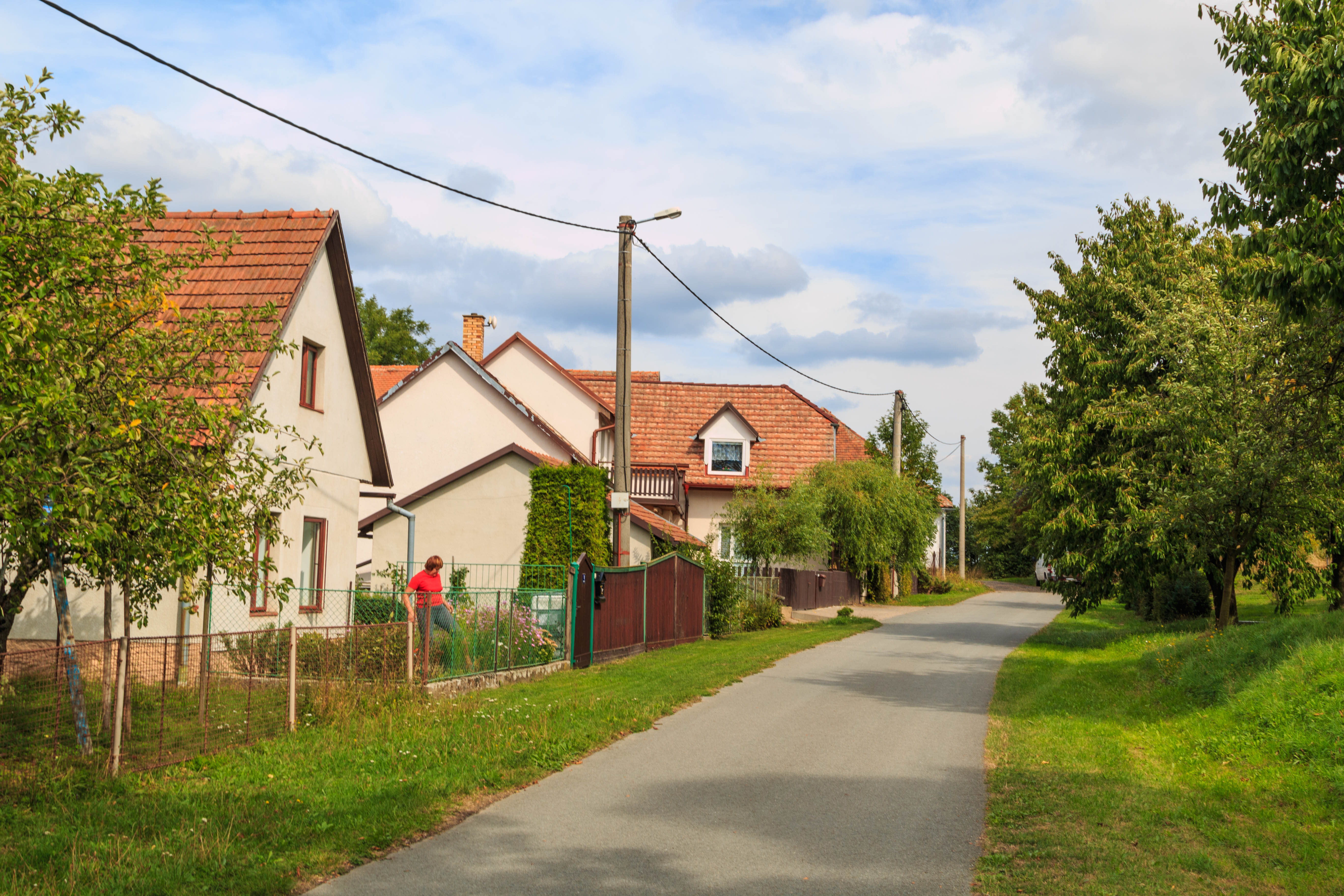
Rue de Lipec.
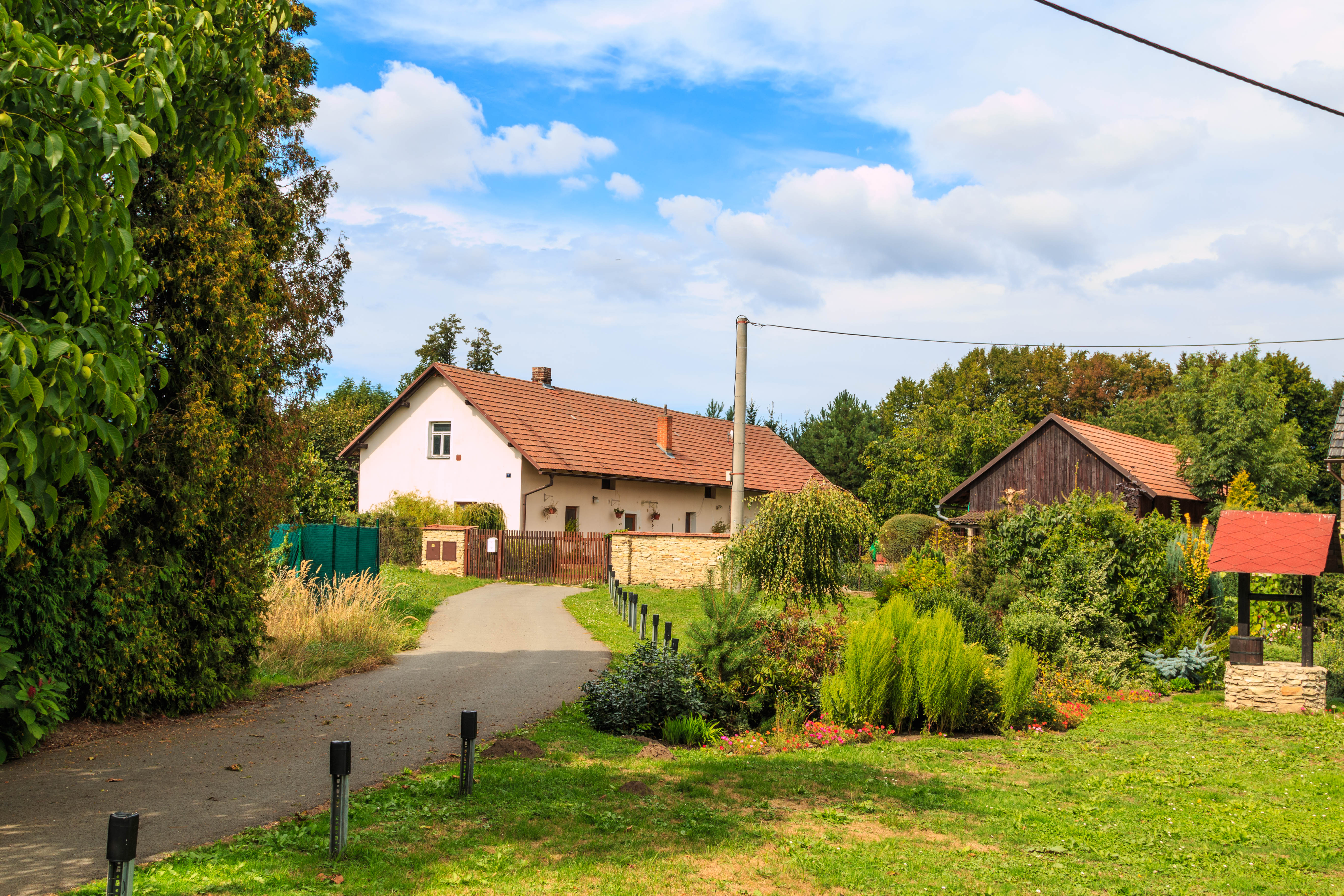
Bělešovice.

## Transports
Par la route, Slepotice se trouve à 2 km de Moravany, à 18 km de Pardubice et à 135 km de Prague. 